# Rankin (Texas)
Rankin és una ciutat situada al comtat d'Upton a l'estat nord-americà de Texas. Al Cens de 2010 tenia 778 habitants i una densitat poblacional de 284,73 persones per km².

## Geografia
Rankin està situada en les coordenades 31° 13′ 31″ N, 101° 56′ 22″ O / 31.22528°N,101.93944°O 31° 13′ 31″ N, 101° 56′ 22″ O / 31.22528°N,101.93944°O / 31° 13′ 31″ N, 101° 56′ 22″ O / 31.22528°N,101.93944°O, 31° 13′ 31″ N, 101° 56′ 22″ O / 31.22528°N,101.93944°O. Segons l'Oficina del Cens dels Estats Units, Rankin té una superfície total de 2,73 km².

## Demografia
Segons el cens de 2010, hi havia 778 persones residint en Rankin. La densitat de població era de 284,73 hab./km². Dels 778 habitants, Rankin estava compost pel 87.15 % blancs, l'1.93 % eren afroamericans, l'1.54 % eren amerindis, el 0 % eren asiàtics, el 0 % eren illencs del Pacífic, el 8.61 % eren d'altres races i el 0.77 % pertanyien a dos o més races. Del total de la població el 27.63 % eren hispans o llatins de qualsevol raça.